# 8806 Fetisov
8806 Fetisov este un asteroid din centura principală, descoperit pe 22 octombrie 1981, de Nikolai Cernîh.